# Кримська обласна рада народних депутатів XXI скликання
Кримська обласна рада народних депутатів двадцять першого скликання — представничий орган Кримської області у 1990 — 1991 роках. 22 березня 1991 року реорганізована у Верховну раду Кримської АРСР.
Нижче наведено список депутатів Кримської обласної ради 21-го скликання, обраних 4 березня (I тур), 18 березня (II тур) і 21 квітня, 28 квітня та 5 травня (повторні) 1990 року в загальних округах. Всього до Кримської обласної ради 21-го скликання було обрано 163 депутати. 
| Прізвище, ім'я, по-батькові          | Місто чи район           | Виборчий округ | Посада | Примітки                               |
| ------------------------------------ | ------------------------ | -------------- | --- | -------------------------------------- |
| Абисов Володимир Пилипович           | Красноперекопськ         | № 31           | голова Красноперекопського міськвиконкому |                                        |
| Алексєєв Олександр Васильович        | Совєтський район         | № 152          | голова Совєтського райвиконкому |                                        |
| Алексєєва Валентина Іванівна         | Ялта                     | № 83           | завідувачка Сімеїзької амбулаторії |                                        |
| Андрущенко Василь Іванович           | Феодосія                 | № 69           | директор підприємства електричних мереж |                                        |
| Астахов Валерій Миколайович          | Нижньогірський район     | № 128          | редактор нижньогірської районної газети «Трудовая слава»                                                                                               |                                        |
| Багров Микола Васильович             | Нижньогірський район     | № 125          | 1-й секретар Кримського обласного комітету КПУ |                                        |
| Бахрушев Вальтер Васильович          | Красногвардійський район | № 111          | директор племптахорадгоспу «Батьківщина» |                                        |
| Бернацький Микола Іванович           | Кіровський район         | № 102          | голова правління колгоспу «Україна» |                                        |
| Бєліков Віктор Костянтинович         | Первомайський район      | № 131          | директор радгоспу «Х п’ятирічка» |                                        |
| Бєляєв Іван Григорович               | Ленінський район         | № 118          | голова правління колгоспу імені Фрунзе |                                        |
| Бистров Михайло Григорович           | Бахчисарайський район    | № 86           | лікар-терапевт Поштівської дільничної лікарні |                                        |
| Бобашинський Володимир Олександрович | Сакський район           | № 139          | редактор газети «Кримська правда» |                                        |
| Бобильов Віктор Миколайович          | Алушта                   | № 2            | лікар Алуштинського шкірвенерологічного диспансеру |                                        |
| Васильєв Борис Олексійович           | Феодосія                 | № 70           | військовий |                                        |
| Вілянт Віктор Володимирович          | Євпаторія                | № 15           | 1-й заступник голови правління Євпаторійської міської організації товариства «Знання»                                                                  |                                        |
| Волков Леонід Павлович               | Сімферополь              | № 54           | головний диспетчер тресту «Кримводбуд» |                                        |
| Воробйова Людмила Володимирівна      | Білогірський район       | № 91           | завідувачка Білогірського районного відділу народної освіти                                                                                            |                                        |
| Гавриленко Олексій Федосійович       | Ялта                     | № 74           | директор Ялтинського науково-дослідного інституту імені Сєченова                                                                                       |                                        |
| Гаврилов Анатолій Васильович         | Роздольненський район    | № 135          | начальник відділу державтоінспекції Роздольненського районного відділу внутрішніх справ                                                                |                                        |
| Галас Лайош Мигалійович              | Красногвардійський район | № 114          | військовий |                                        |
| Гокова Олександра Василівна          | Джанкойський район       | № 101          | директор Цілиннівської середньої школи |                                        |
| Горбатов Валерій Іванович            | Нижньогірський район     | № 127          | голова агрофірми «Колгосп імені Крупської» |                                        |
| Грач Леонід Іванович                 | Білогірський район       | № 95           | 2-й секретар Кримського обкому КПУ |                                        |
| Гречаник Роман Миколайович           | Ялта                     | № 72           | юрисконсульт Ялтинської інспекції Держстраху |                                        |
| Гридюшко Геннадій Петрович           | Сімферопольський район   | № 148          | голова виконкому Перовської сільської ради |                                        |
| Гудимов Петро Олексійович            | Судак                    | № 159          | військовий ВПС |                                        |
| Гунько Микола Макарович              | Бахчисарайський район    | № 84           | голова колгоспу імені 60-річчя Радянської України |                                        |
| Гущин Олександр Сергійович           | Красноперекопськ         | № 34           | організатор будівництва виставки «Акваріум» у смт.Армянську                                                                                            |                                        |
| Дейч Борис Давидович                 | Судак                    | № 158          | директор пансіонату «Сонячний камінь» |                                        |
| Демус Олександр Борисович            | Чорноморський район      | № 162          | старший виконроб радгоспу імені 60-річчя СРСР |                                        |
| Демченко Микола Петрович             | Кіровський район         | № 105          | 1-й секретар Кіровського райкому КПУ | повноваження припинені 1.07.1992 року  |
| Димченко Микола Васильович           | Євпаторія                | № 10           | начальник Євпаторійського морського торговельного порту                                                                                                |                                        |
| Дітковський Петро Сергійович         | Сімферополь              | № 53           | студент Сімферопольського філіалу Дніпропетровського інженерно-будівельного інституту                                                                  |                                        |
| Дмитрієв Олексій Михайлович          | Сімферополь              | № 41           | начальник республіканської мережі магістрального зв’язку і телебачення-4                                                                               |                                        |
| Домбровський Сергій Миколайович      | Сімферополь              | № 61           | завідувач сектора Всесоюзного науково-дослідного і проєктно-пошукового інституту нафтогазопромислових споруд на континентальному шельфі                |                                        |
| Дорофєєв Юрій Олександрович          | Бахчисарайський район    | № 89           | головний лікар Бахчисарайської центральної районної лікарні                                                                                            |                                        |
| Дьяконов Ігор Іванович               | Сакський район           | № 137          | директор агроторговельного підприємства радгоспу «Дружба»                                                                                              |                                        |
| Євсєєв Віктор Георгійович            | Євпаторія                | № 13           | директор середньої школи № 14 міста Євпаторії |                                        |
| Єгудін Володимир Ілліч               | Красноперекопський район | № 115          | генеральний директор агропромислового комбінату «Крим»                                                                                                 |                                        |
| Єфимов Сергій Олексійович            | Сімферополь              | № 57           | директор Сімферопольського регіонального центру науково-технічної творчості молоді «Таврида»                                                           |                                        |
| Жаворонков Михайло Іванович          | Ленінський район         | № 122          | 2-й секретар Ленінського райкому КПУ |                                        |
| Жигалов Юрій Васильович              | Сімферополь              | № 59           | заступник головного лікаря Кримської обласної клінічної лікарні імені Семашка                                                                          |                                        |
| Жумикін Альберт Петрович             | Сімферополь              | № 39           | директор Кримського виробничого об’єднання «Вторчормет»                                                                                                |                                        |
| Завгородній Іван Трохимович          | Євпаторія                | № 17           | військовий |                                        |
| Зарубін В'ячеслав Георгійович        | Сімферопольський район   | № 145          | вчитель Мирнівської середньої школи № 2 |                                        |
| Зеленін Юрій Сергійович              | Сімферопольський район   | № 151          | військовий |                                        |
| Зима Станіслав Дмитрович             | Керч                     | № 25           | начальник відділу Керченського суднобудівного заводу «Затока» імені Бутоми                                                                             |                                        |
| Зінов'єв Євген Дмитрович             | Кіровський район         | № 104          | інженер по новій техніці радгоспу-заводу «Золоте поле»                                                                                                 |                                        |
| Іванов Володимир Кіндратович         | Красноперекопськ         | № 32           | вчитель середньої школи № 4 міста Красноперекопська |                                        |
| Івановський Віктор Якович            | Сімферопольський район   | № 149          | голова правління колгоспу «Шлях Леніна» |                                        |
| Калужин Геннадій Андрійович          | Сімферопольський район   | № 146          | голова профспілкового комітету радгоспу «Перевальний»                                                                                                  |                                        |
| Капшук Георгій Іванович              | Красногвардійський район | № 113          | секретар Кримського обкому КПУ |                                        |
| Карпюк Микола Микитович              | Джанкой                  | № 5            | начальник пересувної механізованої колони № 8 управління «Кримканалбуд»                                                                                |                                        |
| Квасов Валерій Іванович              | Сакський район           | № 140          | голова правління колгоспу імені Калініна |                                        |
| Кека Янош Деметерович                | Сімферополь              | № 49           | генеральний директор об'єднання «Криммеблі» | помер 12.10.1991 року                  |
| Кизилов Борис Васильович             | Сімферополь              | № 48           | робітник транспортного цеху Сімферопольського домобудівного комбінату імені XXVI з’їзду КПРС                                                           |                                        |
| Кириченко Валерій Григорович         | Керч                     | № 24           | секретар парткому Керченського виробничого об’єднання рибної промисловості                                                                             | повноваження припинені 25.09.1992 року |
| Кисельов Василь Олексійович          | Красногвардійський район | № 108          | голова правління агрофірми-колгоспу «Дружба народів»                                                                                                   |                                        |
| Климов Володимир Васильович          | Керч                     | № 29           | механік дільниці гірничого цеху Камиш-Бурунського залізорудного комбінату імені Серго Орджонікідзе                                                     |                                        |
| Коваленко Лідія Миколаївна           | Ялта                     | № 80           | завідуюча терапевтичного відділення Гурзуфської лікарні                                                                                                |                                        |
| Козинський Геннадій Васильович       | Сімферополь              | № 42           | начальник проєктно-промислово-будівельного об’єднання «Сізакор»                                                                                        |                                        |
| Колесніченко Вадим Васильович        | Ялта                     | № 78           | інструктор Ялтинського міськкому КПУ |                                        |
| Комов Юрій Федорович                 | Сімферополь              | № 63           | інженер Сімферопольського заводу «Фіолент» |                                        |
| Корольов В'ячеслав Панасович         | Красногвардійський район | № 110          | голова правління колгоспу «Україна» |                                        |
| Косухін Микола Васильович            | Сімферополь              | № 45           | бортовий механік вертольоту MI-8 Заводського об’єднаного авіазагону міста Сімферополя                                                                  |                                        |
| Кравець Володимир Тихонович          | Чорноморський район      | № 160          | директор молодіжного центру аквалангістів «Пошук» Кримського обкому ЛКСМУ                                                                              |                                        |
| Криворотько Василь Іванович          | Керч                     | № 27           | 2-й секретар Керченського міськкому КПУ | повноваження припинені 14.10.1993 року |
| Крицька Тетяна Іванівна              | Совєтський район         | № 154          | голова планової комісії Совєтського райвиконкому |                                        |
| Кубишкін Анатолій Володимирович      | Ялта                     | № 77           | старший науковий співробітник Ялтинського науково-дослідного інституту імені Сєченова                                                                  |                                        |
| Кубрак Микола Леонідович             | Сакський район           | № 138          | директор радгоспу «Саки» |                                        |
| Курашик Віталій Володимирович        | Джанкой                  | № 7            | голова Кримського облвиконкому |                                        |
| Курсон Євген Григорович              | Сімферополь              | № 44           | провідний спеціаліст по новій техніці Сімферопольського виробничо-кооперативного об’єднання «Континенталь»                                             |                                        |
| Лагода Галина Миколаївна             | Сімферополь              | № 60           | робітниця фабрикатного цеху Сімферопольського консервного заводу імені Кірова                                                                          | повноваження припинені 9.12.1993 року  |
| Лакшинський Олексій Григорович       | Красногвардійський район | № 109          | 1-й секретар Красногвардійського райкому КПУ | помер 8.11.1992 року                   |
| Левченко Лілія Павлівна              | Саки                     | № 36           | робітниця Сакської контори зеленого господарства |                                        |
| Легков Ернест Павлович               | Сімферополь              | № 46           | головний лікар Кримської обласної клінічної психіатричної лікарні № 1                                                                                  |                                        |
| Лещенко Володимир Григорович         | Сімферополь              | № 52           | бортмеханік літка АН-24 Сімферопольського об’єднаного авіапідприємства                                                                                 |                                        |
| Луценко Олександр Антонович          | Керч                     | № 26           | водій Керченського автотранспортного підприємства № 14313                                                                                              |                                        |
| Любовецький Василь Леонтійович       | Білогірський район       | № 93           | директор радгоспу «Зеленогірський» |                                        |
| Любчик Іван Федорович                | Алушта                   | № 1            | начальник виробничо-монтажного об’єднання «Кримспецбуд»                                                                                                |                                        |
| Лютикова Валентина Іванівна          | Керч                     | № 19           | голова комітету народного контролю Керченського металургійного заводу імені Войкова                                                                    |                                        |
| Малиневський Олександр Федорович     | Сімферопольський район   | № 143          | завідувач Кримської обласної ради Всесоюзного добровільного фізкультурно-спортивного товариства профспілок                                             |                                        |
| Малишев Юрій Миколайович             | Євпаторія                | № 14           | коваль спеціалізованого управління механізації будівництва тресту «Євпаторіябуд»                                                                       |                                        |
| Маркевич Станіслав Миколайович       | Білогірський район       | № 92           | голова Білогірського райвиконкому |                                        |
| Мартинець Віктор Павлович            | Первомайський район      | № 130          | 1-й секретар Первомайського райкому КПУ |                                        |
| Мартинюк Дмитро Савович              | Керч                     | № 30           | механік дільниці гірничого цеху Камиш-Бурунського залізорудного комбінату імені Серго Орджонікідзе                                                     |                                        |
| Маслов Анатолій Кирилович            | Сімферопольський район   | № 150          | голова Сімферопольського райвиконкому |                                        |
| Матвєєв Віктор Васильович            | Сакський район           | № 136          | голова Сакського райвиконкому |                                        |
| Межак Віктор Петрович                | Сімферополь              | № 55           | інженер Кримської дирекції споруджуваних автодоріг |                                        |
| Мєняйлов Андрій Васильович           | Совєтський район         | № 155          | військовий |                                        |
| Мєшков Юрій Олександрович            | Сімферополь              | № 56           | адвокат юридичної консультації Київського району міста Сімферополя                                                                                     | повноваження припинені 4.02.1994 року  |
| Мірошниченко Микола Павлович         | Первомайський район      | № 129          | голова Первомайського райвиконкому |                                        |
| Мороз Павло Іванович                 | Керч                     | № 28           | начальник цеху Керченського суднобудівного заводу «Затока» імені Бутоми                                                                                |                                        |
| М'ясоєдов Володимир Пилипович        | Ленінський район         | № 120          | директор Ленінського міжгосподарського комбікормового заводу                                                                                           |                                        |
| Нестеров Володимир Іванович          | Джанкой                  | № 6            | голова Джанкойського міськвиконкому |                                        |
| Онищенко Володимир Митрофанович      | Ленінський район         | № 123          | головний лікар Багерівської лікарні |                                        |
| Опірський Роман Іванович             | Красногвардійський район | № 112          | головний лікар Октябрської номерної лікарні |                                        |
| Осинський В'ячеслав Федорович        | Ялта                     | № 75           | генеральний директор Кримського об’єднання Держкомінтуриста СРСР                                                                                       |                                        |
| Осипов Микола Васильович             | Ялта                     | № 79           | завідувач Алупкинської підстанції швидкої медичної допомоги                                                                                            |                                        |
| Очеретяний Олександр Дмитрович       | Ялта                     | № 76           | заступник головного лікаря Ялтинської міської поліклініки                                                                                              |                                        |
| Павлик Леонід Йосипович              | Алушта                   | № 3            | тракторист радгоспу-заводу «Алушта» |                                        |
| Пальчук Валерій Васильович           | Керч                     | № 20           | 1-й секретар Кримського обкому ЛКСМУ |                                        |
| Папунов Григорій Іванович            | Нижньогірський район     | № 126          | директор радгоспу «40 років Жовтня» |                                        |
| Пархоменко Анатолій Миколайович      | Ялта                     | № 81           | голова виконкому Масандрівської селищної ради |                                        |
| Перестюк Богдан Васильович           | Керч                     | № 18           | заступник директора по економіці Керченського металургійного заводу імені Войкова                                                                      |                                        |
| Першин Ігор Іванович                 | Феодосія                 | № 66           | голова профспілкового комітету наукової бази «Ай-Петрі»                                                                                                |                                        |
| Петренко Анатолій Федорович          | Сімферополь              | № 58           | директор середньої школи № 25 міста Сімферополя |                                        |
| Піцуха Анатолій Васильович           | Саки                     | № 37           | голова Сакського міськвиконкому |                                        |
| Плужников Леонід Прокопович          | Феодосія                 | № 68           | начальник відділу № 20 філіалу науково-дослідного інституту автоматичних приладів                                                                      |                                        |
| Плясов Микола Федорович              | Судак                    | № 156          | власний кореспондент обласної курортної газети «Советский Крым»                                                                                        |                                        |
| Полієнко Володимир Федорович         | Сімферополь              | № 62           | слюсар Сімферопольського заводу «Фіолент» |                                        |
| Поляков Іван Іванович                | Феодосія                 | № 71           | начальник відділу внутрішніх справ Феодосійського міськвиконкому                                                                                       |                                        |
| Попов Сергій Юрійович                | Красноперекопськ         | № 33           | секретар комітету комсомолу тресту «Перекопхімбуд» |                                        |
| Потапенко Валентин Сергійович        | Ялта                     | № 82           | головний лікар санаторію «Марат» |                                        |
| Пшенична Ольга Миколаївна            | Ленінський район         | № 121          | завідувачка Ленінського районного відділу народної освіти                                                                                              |                                        |
| Радченко Микола Григорович           | Чорноморський район      | № 161          | директор племрадгоспу «Міжводне» |                                        |
| Рижков Юрій Георгійович              | Сімферополь              | № 43           | слюсар-наладчик газетного цеху видавництва «Таврида»                                                                                                   |                                        |
| Рижов Борис Григорович               | Феодосія                 | № 65           | регулювальник радіоапаратури наукової бази «Ай-Петрі»                                                                                                  |                                        |
| Рожков Володимир Васильович          | Сімферополь              | № 50           | слюсар-складальник Сімферопольського електромашинобудівного заводу                                                                                     |                                        |
| Розгонюк Юрій Дмитрович              | Сімферополь              | № 47           | асистент кафедри анатомії людини Кримського медичного інституту                                                                                        |                                        |
| Романенко Сергій Дмитрович           | Сімферопольський район   | № 147          | голова Кримського обласного агробуду |                                        |
| Рябіка Леонід Григорович             | Роздольненський район    | № 134          | 1-й секретар Роздольненського райкому КПУ |                                        |
| Саєнко Яків Григорович               | Красногвардійський район | № 107          | голова колгоспу імені XXI з’їзду КПРС |                                        |
| Сальников Микола Валентинович        | Алушта                   | № 4            | директор радгоспу-заводу «Таврида» |                                        |
| Самарський Олександр Васильович      | Бахчисарайський район    | № 87           | голова виконкому Залізничненської сільської ради |                                        |
| Селіванов Віктор Васильович          | Євпаторія                | № 11           | начальник торгу № 676 |                                        |
| Селіванов Георгій Якимович           | Чорноморський район      | № 163          | військовослужбовець |                                        |
| Синельник Віктор Олександрович       | Сімферополь              | № 40           | директор Сімферопольського заводу пластмас імені 60-річчя Великої Жовтневої соціалістичної революції                                                   |                                        |
| Сіверчук Станіслав Михайлович        | Євпаторія                | № 9            | завідувач терапевтичного відділення поліклініки першої міської лікарні Євпаторії                                                                       |                                        |
| Скрипниченко Олександр Євгенович     | Феодосія                 | № 67           | начальник інспекції у справах неповнолітніх відділу внутрішніх справ Феодосійського міськвиконкому                                                     |                                        |
| Соловйов Валерій Іванович            | Сімферопольський район   | № 144          | військовий |                                        |
| Соловйовський Анатолій Васильович    | Джанкойський район       | № 100          | голова Джанкойського райвиконкому |                                        |
| Стародуб Володимир Миколайович       | Джанкой                  | № 8            | начальник Джанкойського районного вузла зв’язку |                                        |
| Сташков Олександр Валентинович       | Керч                     | № 22           | інженер-іхтіолог Південного науково-дослідного інституту морського рибного господарства та океанографії                                                |                                        |
| Сухий Федір Тихонович                | Джанкойський район       | № 99           | заступник голови Кримського обласного комітету народного контролю                                                                                      |                                        |
| Тарасенко Георгій Максимович         | Джанкойський район       | № 96           | директор радгоспу-заводу «Ізумрудний» |                                        |
| Тихонов Юрій Костянтинович           | Кіровський район         | № 106          | військовий |                                        |
| Трещов Микола Павлович               | Сімферопольський район   | № 141          | директор радгоспу «Зоря» |                                        |
| Тю Клим Володимирович                | Керч                     | № 21           | завідувач центральної міської аптеки № 19 міста Керчі                                                                                                  |                                        |
| Ульянова Галина Олександрівна        | Євпаторія                | № 16           | завідувачка дитячої міської поліклініки Євпаторії |                                        |
| Усцелімова Емілія Панасівна          | Феодосія                 | № 64           | головний лікар центральної міської лікарні Феодосії |                                        |
| Фаст Петро Іванович                  | Бахчисарайський район    | № 85           | тракторист відділка № 3 ефіроолійного радгоспу-заводу                                                                                                  |                                        |
| Федоров Юрій Костянтинович           | Ялта                     | № 73           | старший науковий співробітник відділу селекції Всесоюзного науково-дослідного інституту винограду і продуктів його переробки                           |                                        |
| Фікс Юхим Зісьович                   | Ленінський район         | № 124          | військовий |                                        |
| Фоменко Людмила Василівна            | Бахчисарайський район    | № 90           | секретар партійного комітету комбінату «Будіндустрія»                                                                                                  |                                        |
| Халіулін Юрій Михайлович             | Первомайський район      | № 132          | військовослужбовець |                                        |
| Ходикін Іван Семенович               | Роздольненський район    | № 133          | редактор роздольненської районної газети «Авангард» |                                        |
| Черниш Геннадій Петрович             | Сімферополь              | № 51           | заступник директора Кримського регіонального дослідного центру «Біотехнологія»                                                                         |                                        |
| Четверик Леонід Іванович             | Джанкойський район       | № 98           | директор радгоспу «Чонгарський» |                                        |
| Чистовський Геннадій Андрійович      | Судак                    | № 157          | водій радгоспу-заводу «Коктебель» |                                        |
| Шалашов Володимир Миколайович        | Джанкойський район       | № 97           | заступник голови колгоспу «Росія» |                                        |
| Шандра Тетяна Степанівна             | Красноперекопський район | № 116          | 1-й заступник начальника Головного планово-економічного управління Кримського облвиконкому - начальник комплексу зведеного народногосподарського плану |                                        |
| Шевченко Євген Васильович            | Сімферопольський район   | № 142          | директор радгоспу «Гвардійський» |                                        |
| Шекета Леонтій Іванович              | Бахчисарайський район    | № 88           | голова правління колгоспу імені Ілліча |                                        |
| Шестаков Віктор Олексійович          | Кіровський район         | № 103          | лікар-хірург Старокримської номерної лікарні № 1 |                                        |
| Шишкін Іван Іванович                 | Красноперекопський район | № 117          | директор радгоспу «П’ятиозерний» |                                        |
| Шпірний Василь Кононович             | Білогірський район       | № 94           | голова колгоспу імені Чапаєва |                                        |
| Штогрин Валерій Анатолійович         | Ленінський район         | № 119          | начальник управління будівництва Кримської атомної електростанції                                                                                      |                                        |
| Шувайников Сергій Іванович           | Сімферополь              | № 38           | член Спілки журналістів СРСР, помічник-секретар народного депутата СРСР В. В. Іванова                                                                  |                                        |
| Щерба Юрій Никифорович               | Керч                     | № 23           | заступник редактора газети «Керченский рабочий» |                                        |
| Щербинін Валентин Олексійович        | Євпаторія                | № 12           | власний кореспондент обласної курортної газети «Советский Крым»                                                                                        |                                        |
| Яровий Віталій Іванович              | Совєтський район         | № 153          | голова правління колгоспу імені Чапаєва |                                        |
| Яценко Леонід Прокопович             | Саки                     | № 35           | головний інженер Сакського хімічного заводу імені 50-річчя Радянської України                                                                          |                                        |

4-5 квітня 1990 року відбулася 1-а сесія Кримської обласної ради народних депутатів 21-го скликання. Головою обласної ради обраний Багров Микола Васильович; заступником голови  обласної ради — Капшук Георгій Іванович .
Головами комісій Кримської обласної ради народних депутатів обрані: мандатної — Мартинець Віктор Павлович, планової і бюджетно-фінансової — Димченко Микола Васильович, з аграрних і земельних питань і продовольчому забезпеченню — Демченко Микола Петрович, з питань народної освіти, охорони материнства і дитинства — Воробйова Людмила Володимирівна, з питань гармонізації міжнаціональних відносин і духовної сфери — Грач Леонід Іванович, з економіки і науково-технічному прогресу — Шандра Тетяна Степанівна, з питань екології і раціонального природокористування — Комов Юрій Федорович, з соціальних питань — Лакшинський Олексій Григорович, з питань капітального будівництва і архітектури — Козинський Геннадій Васильович, з питань законодавства і правопорядку — Поляков Іван Іванович, з питань охорони здоров'я, вдосконалення курортної і туристичної справи — Гавриленко Олексій Федосійович, з питань молоді — Матвєєв Віктор Васильович, з питань гласності, інформації та вивченню суспільної думки (утворена 13.09.1990) — Астахов Валерій Миколайович (з 25.01.1991). Голова комітету народного контролю — Сухий Федір Тихонович.
Головою виконкому обраний Курашик Віталій Володимирович; першими заступниками голови виконкому — Франчук Анатолій Романович (одночасно начальник головного планово-економічного управління) і Самсонов Борис Іванович (одночасно голова обласного агропромислового комітету);  заступниками голови виконкому — Балагура Олександр Іванович,  Красикова Тетяна Олександрівна, Кротенко Євген Дем'янович, Нікулін Валерій Панасович. Керуючий справами облвиконкому — Гетманчук В'ячеслав Михайлович. 
Членами виконкому ради обрані: Баталін Олександр Сергійович (директор заводу «Фіолент»), Дроботов Анатолій Іванович (голова правління колгоспу імені Леніна Сімферопольського району),  Косянчук Василь Григорович (голова Красноперекопського райвиконкому), Кулішко Галина Миколаївна (начальник фінансового управління), Руснак Пилип Гаврилович (начальник управління внутрішніх справ), Цівадзе Шукрі Юсупович (керуючий Кримської обласної контори Держбанку СРСР).
10 квітня 1990 року відбулася 2-а сесія Кримської обласної ради народних депутатів 21-го скликання. Сесія затвердила обласний виконавчий комітет у складі: завідувач відділу охорони здоров'я — Бєловидов Олександр Сергійович, завідувач відділу соціального забезпечення — Лавріненко Володимир Федорович, завідувач організаційного відділу — Єрмоліна Неоніла Олександрівна, завідувач відділу по праці і соціальних питаннях — Чайковський В'ячеслав Федорович, завідувач відділу цін — Апананський Вілорд Фрідріхович, завідувач загального відділу — Ярликова Антоніна Іванівна, завідувач господарського відділу — Крюченко Микола Іванович, завідувач юридичного відділу — Мартин Аліна Павлівна, начальник головного управління архітектури і містобудування — Гуцаленко Олександр Миколайович, начальник управління юстиції — Скисов Євген Михайлович, начальник фінансового управління — Кулішко Галина Миколаївна, начальник управління торгівлі — Силін Іван Михайлович, начальник управління народної освіти — Романенко Валентин Петрович, начальник управління побутового обслуговування населення — Малков Юрій Олександрович, начальник управління житлово-комунального господарства — Намяк Євген Дмитрович, начальник управління культури — Пересунько В'ячеслав Петрович, начальник управління капітального будівництва — Блощицин Володимир Олександрович, начальник управління з питань заготівель і постачання паливом населення, комунально-побутових підприємств і установ — Царенко Віктор Григорович, голова комітету з фізичної культури і спорту — Гостєв Микола Тимофійович. 
У березні  1991 році до ради були кооптовані депутати від міста Севастополя та національних товариств. 22 березня 1991 року було утворено Верховну раду Кримської АРСР 1-го скликання. 
| Прізвище, ім'я, по-батькові      | Місто чи район | Виборчий округ                                               | Посада | Примітки                               |
| -------------------------------- | -------------- | ------------------------------------------------------------ | --- | -------------------------------------- |
| Алгінін Олександр Павлович       | Севастополь    | № 167                                                        | | повноваження припинені 14.10.1993 року |
| Алфер'єв Ігор Вікторович         | Севастополь    | № 168                                                        | командир 5-ї окремої бригади прикордонних військ КДБ                                                                                    |                                        |
| Власенко Павло Олександрович     | Севастополь    | № 169                                                        | 1-й секретар Севастопольського міськкому КПУ; генеральний директор державного підприємства «Персей»                                     |                                        |
| Гринюк Іван Васильович           | Севастополь    | № 170                                                        | |                                        |
| Гусак Іван Кузьмич               | Севастополь    | № 171                                                        | |                                        |
| Ессін Тамара Олексіївна          | Севастополь    | № 193                                                        | директор Центральной міської бібліотеки імені Льва Толстого міста Севастополя                                                           |                                        |
| Єрмаков Іван Федосович           | Севастополь    | № 172                                                        | голова Севастопольської міської ради |                                        |
| Заічко Віктор Олександрович      | Севастополь    | № 173                                                        | директор Севастопольського міського професійно-технічного училища № 13                                                                  |                                        |
| Іванько Юрій Миколайович         | Севастополь    | № 174                                                        | |                                        |
| Іларіонов Володимир Іванович     | Севастополь    | № 175                                                        | тележурналіст, старший редактор Севастопольської регіональної держтелерадіокомпанії                                                     |                                        |
| Кизюк Микола Васильович          | Севастополь    | № 176                                                        | |                                        |
| Костенецький Олександр Микитович | Севастополь    | № 177                                                        | полковник запасу | повноваження припинені 24.09.1992 року |
| Костоломов Едгар Пилипович       | Севастополь    | № 178                                                        | директор підприємства «Агат», доктор технічних наук                                                                                     |                                        |
| Краснов Василь Іванович          | Севастополь    | № 179                                                        | |                                        |
| Круглов Олександр Георгійович    | Севастополь    | № 180                                                        | єгер, письменник |                                        |
| Кужим Федір Васильович           | Севастополь    | № 181                                                        | |                                        |
| Куликов Іван Іванович            | Севастополь    | № 182                                                        | завідувач організаційного відділу Севастопольського міськкому КПУ                                                                       |                                        |
| Маслов Сергій Олексійович        | Севастополь    | № 183                                                        | голова Севастопольського Комітету ветеранів війни і військової служби, капітан 1-го рангу запасу                                        |                                        |
| Медведєв Олександр Рюрикович     | Севастополь    | № 184                                                        | |                                        |
| Мінаєв Анатолій Іванович         | Севастополь    | № 186                                                        | |                                        |
| Мінайкін Геннадій Іванович       | Севастополь    | № 185                                                        | |                                        |
| Пархоменко Василь Михайлович     | Севастополь    | № 187                                                        | 1-й секретар Севастопольського міського комітету КПУ                                                                                    |                                        |
| Рибак Сергій Сергійович          | Севастополь    | № 188                                                        | контрадмірал у відставці |                                        |
| Семенов Віктор Михайлович        | Севастополь    | № 189                                                        | голова профкому Севастопольського приладобудівного інституту                                                                            |                                        |
| Соснов Сергій Олександрович      | Севастополь    | № 190                                                        | |                                        |
| Терехов Олександр Васильович     | Севастополь    | № 191                                                        | головний інженер Севастопольського підприємства «Атлантика»                                                                             |                                        |
| Шапранов Юрій Олександрович      | Севастополь    | № 192                                                        | |                                        |
| Янчеленко Сергій Олексійович     | Севастополь    | № 194                                                        | |                                        |
| Апостоліді Костянтин Дем'янович  |                | Кримське відділення Всесоюзного товариства радянських греків | заступник голови Кримського відділення Всесоюзного товариства радянських греків                                                         |                                        |
| Данелян Анушаван Суренович       |                | Кримське вірменське товариство культури «Луйс»               | голова правління Кримського вірменського товариства культури «Луйс»                                                                     |                                        |
| Каражов Георгій Іванович         |                | Кримське болгарське культурно-просвітницьке товариство       | голова Кримського республіканського товариства болгар імені П.Хілендарського, керівник допризовної підготовки СПТУ-43 міста Білогірська |                                        |
| Ренпенінг Володимир Карлович     |                | Кримське товариства радянських німців «Відродження»          | головний капітан-наставник на Чорноморсько-Азовському басейні                                                                           |                                        |
| Меметов Ескандер Діляверович     |                | Культурно-просвітницьке товариство «Ешиль-ел»                | директор концерну «Арго-SL» | помер 20.01.1994 року                  |
| Охріменко Олександр Михайлович   | Ялта           | № 83                                                         | | дообраний 1991?                        |
| Кузнєцов Валерій Євгенович       | Сімферополь    | № 49                                                         | командир 32-го армійського корпусу, генерал-майор                                                                                       | дообраний 1992 року                    |